# 5353 Baillie
5353 Baillie este o planetă minoră (asteroid) din centura de asteroizi. A fost descoperită pe 20 decembrie 1989 la Gekko Observatory⁠(d) de Yoshiaki Oshima⁠(d) și a fost numită după Kevin Baillié⁠(d). 
Obiectul prezintă o orbită caracterizată de o semiaxă mare de 2,5683251 UAi, o excentricitate de 0,2904587, o înclinație de 3,85621 ° în raport cu ecliptica.